# Bururi (cidade)
Bururi é uma cidade localizada no sul do Burundi . É a capital da província de Bururi  e tem cerca de 20.000 habitantes de acordo com o censo de 2007. Em 29 de abril 1972, um massacre ocorreu na cidade entre grupos étnicos.